# Condado de Wasatch
O Condado de Wasatch é um dos 29 condados do Estado norte-americano do Utah. A sede do condado é Heber, que é também a sua maior cidade. O condado tem uma área de 3132 km², uma população de 23 525 habitantes, e uma densidade populacional de 20.0 hab/milha² (7.7 hab/km²), segundo o censo nacional de 2010; em 2019 a populacão estimada foi de 34 091. O condado foi fundado em 1862.